# جون هولمز (سياسي بريطاني)
جون هولمز (بالإنجليزية: John Holmes)‏ هو دبلوماسي وسياسي بريطاني، ولد في 29 أبريل 1951 في برستون في المملكة المتحدة.

## مناصب
- انتخب Private Secretary for Foreign Affairs to the Prime Minister [الإنجليزية]‏ (1996 – 1999).
- انتخب Principal Private Secretary to the Prime Minister of the United Kingdom [الإنجليزية]‏ (1996 – 1999).
- انتخب سفير المملكة المتحدة لدى البرتغال (1999 – 2001).
- انتخب سفير المملكة المتحدة لدى فرنسا  [لغات أخرى]‏ (2001 – 2006).
- انتخب وكيل الأمين العام للشؤون الإنسانية ومنسق الإغاثة في حالات الطوارئ (يناير 2007 – سبتمبر 2010).